# Marta Santaolalla
Marta Santaolalla Grau (Madrid, 27 de octubre de 1920-Madrid, 22 de octubre de 2019) fue una actriz de cine, cantante y musicógrafa española, que participó en catorce películas a lo largo de su carrera cinematográfica que abarcó desde la década de 1940 hasta la década de 1950.

## Biografía
Sobrina de Marta Grau, actriz y profesora del Instituto del Teatro de Barcelona, estudió peritaje mercantil con el objetivo de impulsar el negocio familiar vinculado a la industria textil en Blanes (Gerona). Asimismo estudió música y arte dramático en el Liceo de Barcelona y en el Instituto del Teatro de la misma ciudad. Cantó como solista al lado de las más importantes orquestas nacionales y su éxito hizo que saltara a la palestra internacional, actuando con la Orquesta Filarmónica de Viena en diversas salas de conciertos europeas, así como en radios y televisiones de Francia, Inglaterra, Austria, Suiza, etc.
También cultivó el teatro clásico y como cantante la ópera, zarzuela, opereta y género chico, sin olvidar su faceta cinematográfica, en la que se inició en tareas de doblaje, entre las que cabe destacar los de Shirley Temple o Deanna Durbin. Entre 1941 y 1954 participó en catorce películas entre las que destaca Cristina Guzmán (1943), dirigida por Gonzalo Delgrás, en la que interpretó a la vez dos personajes distintos.
Al casarse con el también actor Carlos Muñoz fue abandonando su faceta cinematográfica para dedicarse al teatro. Además fue profesora de ortofonía y dicción en la "Escola Superior de Música". Contribuyó a la formación de numerosos actores como Millán Salcedo, y trabajó al lado de Asunción Balaguer, Ana Mariscal, Ismael Merlo o Alejandro Ulloa.
Pese a esta frenética actividad, una parte de su tiempo la dedicó al estudio y como musicóloga con grandes conocimientos técnicos, contribuyó a la reconstrucción y difusión de importantes obras escénicas y extra-litúrgicas de autores españoles de los siglos X al XX. Dichos estudios son un documento muy valioso para el conocimiento de la evolución de la música vocal hispana, así como de las influencias recíprocas hispano-europeas.
Falleció el 22 de octubre de 2019 a los 98 años de edad.

## Filmografía completa
- Los millones de Polichinela (1941)
- Cristina Guzmán (1942)
- La Condesa María (1942)
- Mosquita en palacio (1942)
- El 13-13 (1943)
- Rosas de otoño (1943)
- La vida empieza a medianoche (1944)
- Tambor y cascabel (1944)
- Yo no me caso (1944)
- Estaba escrito (1945)
- Viento de siglos (1945)
- Una noche en blanco (1949)
- Entre barracas (1954)
- La moza del cántaro (1954)